# Pictet
Il Gruppo Pictet è un gruppo bancario specializzato nella gestione dei patrimoni e di asset management. Fondata a Ginevra, in Svizzera, nel 1805, la banca Pictet è divenuta una delle più importanti banche di gestione dei patrimoni in Svizzera ed è uno dei principali gruppi di asset management indipendenti in Europa.
Dopo la sua costituzione come Banque De Candolle, Mallet & Cie nel 1805 ci sono stati solo 47 soci, ciascuno con una permanenza media di più di 21 anni. Ha preso il suo nome attuale nel 1920, e anche se la holding principale del Gruppo dal 2014 assume la forma giuridica di una società in accomandita per azioni, le sue attività bancarie sono sempre garantite da filiali avendo come forma giuridica società anonima, facendole perdere il suo, di fatto, status di private banking svizzero. I suoi otto membri, sia proprietari che gestori sono responsabili di tutte le attività, la cui crescita è stata realizzata fin dall'inizio senza fare acquisizioni o fusioni o fare appello a mercati azionari.
Presente in 31 piazze finanziarie nel mondo, il gruppo ha le sedi a Ginevra, Francoforte, Nassau, Hong Kong e Singapore, con 5500 dipendenti, di cui 900 specializzati negli investimenti. Con una quota di capitale sociale ben al di sopra dei requisiti regolamentari in Svizzera Pictet non offre servizi di una banca d'affari commerciali e non fornisce crediti commerciali.
La banca ha anche dato il nome al Premio Pictet.

## Storia

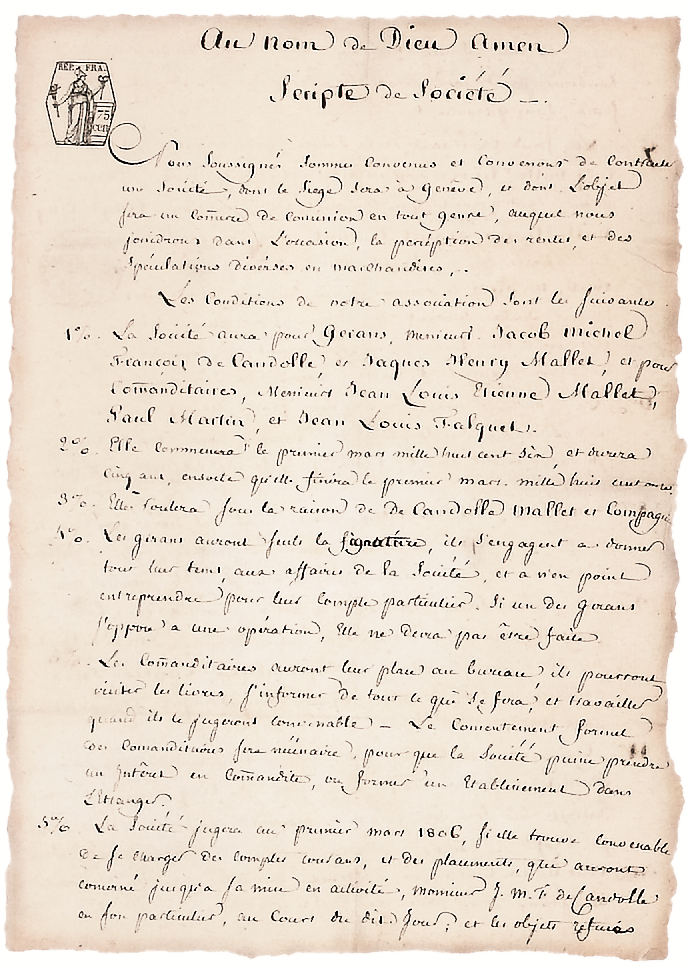
Lo statuto (scrittura) della società della Banca di Candolle Mallet & Cie (1805)

La storia di Pictet ha inizio 23 luglio 1805 con la fondazione della Banque de Candolle, Mallet & Cie a Ginevra. All'epoca, Jacob-Michel-François de Candolle e Jacques-Henry Mallet firmó con tre soci accomandatari uno " statuto societario" per fondare una società di persone la quale, ebbe inizio, come tutte le banche ginevrine all'epoca con gli scambi di merci, la quale attività fu rapidamente abbandonata per assistere i clienti nella loro attività e consulenza nella gestione del loro patrimonio.
La banca ha cambiato il suo nome più volte nel corso della sua storia, in quanto la società di persone il suo nome deve avere almeno uno dei nomi dei suoi soci. Quando Jacques-Henry Mallet muore, Jacob-Michel-François de Candolle ha scelto Charles Turrettini-Necker come partner, e la banca prende il nome De Candolle Turrettini & Cie.
Negli anni 1830, la banca detiene per conto dei propri clienti una gamma di titoli che garantiscono la diversificazione del rischio.
Quando Jacob-Michel-François de Candolle morí, nel 1841, è Edouard Pictet, il nipote di sua moglie, che gli successe. Il nome Pictet cominció quindi ad essere incluso nella ragione sociale della banca. Gli anni conosciuti come anni di forte crescita dal 1890, e nel giro di 30 anni, ha visto la sua forza lavoro crescere da 12 a più di 80 impiegati. Anche se la famiglia Pictet è stata strettamente coinvolta nelle sue attività a partire dalla metà del XIX secolo, è solo nel 1926 che l'istituzione prese il nome di Pictet & Cie.
Dopo un periodo di relativa stagnazione segnato dalla Depressione degli anni 1930 e la Seconda Guerra mondiale, Pictet inizió la sua espansione nel 1950, quando il mondo occidentale entrò in un lungo periodo di prosperità e di sviluppo economico. Alla fine degli anni 1960, la banca aggiunse alle sue attività la gestione istituzionale, la quale, quest'ultima, permise una crescita tale in termini di dimensioni che tutt'oggi rappresenta quasi la metà dei beni in gestione. Nel 1974 Pictet inauguró a Montréal il suo primo ufficio all'estero. Nel 1950 furono 70 impiegati e nel 1980 raggiunse il numero di 300 impiegati.
Pictet si dedicó alla gestione patrimoniale fin dall'inizio, la dimensione della sua attività è al terzo posto tra gli asset manager in Svizzera e fa parte delle più grandi banche private in Europe. Pictet festeggia 200 anni di attività nel 2005, e subito dopo viene inscritta nella lista di Hénokiens, un'associazione di imprese familiari bicentenarie. Nel 2006 il Gruppo ha inaugurato la sua nuova sede nel quartiere des Acacias in pieno sviluppo, sempre a Ginevra.

## Organizzazione
Fin dalla nascita come Banque De Candolle, Mallet & Cie, la dirigenza è sempre stata composta dai suoi soci: ci sono stati 45 soci, ciascuno con una permanenza media di più di 21 anni nel corso degli ultimi 216 anni. Le regole della società in accomandita impedivano la successione dei poteri di padre in figlio, lo statuto dei soci accomandati (prensenta) presenta quindi un carattere personale. Queste successioni si fecero in maniera frazionata, ogni 5 o 10 anni, consentendo in questo modo che tre generazioni siano rappresentate nel collegio dei soci.
Nel 2014 il Gruppo Pictet, fino a quel momento con forma di società in accomandita semplice, cambia la sua forma giuridica costituendo una società in accomandita per azioni, Pictet & Cie Gruppo SCA, la quale forma giuridica consente la gestione del gruppo, mentre le filiali in attività bancarie diventano società anonime, la quale è in conformità con le recenti pratiche internationali ma questo le ha causato la perdita del loro statuto di banca privata a responsabilità illimitata. Questo cambiamento ha lo scopo di consentire all'amministratore della holding di preservare le modalità di successione per la gestione e la dirigenza della banca.
A ogni socio è data la responsabilità di un particolare settore o funzione aziendale, come le risorse umane, il controllo dei rischi e affari legali. Piccoli comitati supervisionano varie attività del Gruppo, in modo che nessun socio sia l'unico responsabile di una linea di business. Il socio anziano, che è un membro più anziano, al momento della sua nomina, non esercita responsabilità operative ma dirige tutte le attività relative alle seguenti aree: controllo, gestione del rischio e di conformità.

## Linee
Il Gruppo Pictet ha tre linee di business:

### Gestione patrimoniale
Presente in 22 piazze (finanziari) finanziarie in tutto il mondo, Pictet Wealth Management fornisce servizi di gestione patrimoniale di privati molto ricchi e servizi di family office per le famiglie a capo di un patrimonio molto importante. I suoi servizi includono la gestione patrimoniale, la consulenza sulla strategia di investimento e asset allocation, la conservazione del patrimonio, il monitoraggio di portafogli, oltre a servizi di esecuzione nei mercati globali. Il Der Spiegel settimanale tedesco li ha accusati nel luglio 2012 di praticare ottimizzazioni fiscali "aggressive".
Al 31 dicembre 2024, Pictet Wealth Management gestiva 277 CHF miliardi di attività e aveva 1227 dipendenti (a tempo pieno), tra cui 361 gestori. Pictet Alternative Advisors SA, una filiale del gruppo Pictet specializzato in fondi hedge, fondi di private equity e fondi immobiliari, impiega la sua quota dei gestori esterni per costruire portafogli di investimento alternativi. Pictet North America Advisors, una società off-shore dichiarata al fisco americano e inaugurata nel 2006, gestiva circa 4,2 miliardi di attività nel 2014.
Il 26 novembre 2012 era stato segnalato che l’unità di wealth management di Pictet era nel mirino del Dipartimento della Giustizia degli Stati Uniti (DOJ), con il sospetto di avere aiutato l’evasione fiscale. Il 4 dicembre 2023 Pictet ha concluso un accordo transattivo finale con il DOJ per risolvere una vecchia indagine relativa ai servizi forniti dalla sua divisione di private banking ai clienti contribuenti fiscali statunitensi tra il 2008 e il 2014. In base ad un accordo di deferred prosecution triennale, Pictet ha accettato di pagare un importo totale di USD 122,9 milioni (CHF 106,8 milioni), di cui USD 38,9 milioni (CHF 33,8 milioni) sono una multa.

### Gestione dei patrimoni istituzionali
Presente in 18 sedi nel mondo, Pictet Asset Management si concentra sulla gestione patrimoniale per investitori istituzionali e fondi di investimento, che comprendono le principali istituzioni finanziarie, fondi pensione e fondi sovrani. La banca gestisce anche le attività dei singoli investitori attraverso una vasta gamma di mandati di investimento, prodotti e servizi finanziari. Offre ai suoi clienti soluzioni di gestione attiva o quantitative tra portafogli di azioni e obbligazioni, così come multi-asset e strategie alternative. Al 31 dicembre 2024, Pictet Asset Management gestiva 261 miliardi di franchi di attività e aveva circa 1119 dipendenti, di cui 489 specialisti investimentisti.

### Asset services
Dispone di 8 centri operativi collegati a una piattaforma bancaria centralizzata, Pictet Asset Services offre ai gestori di fondi pensione e istituti bancari una gamma di servizi tra cui servizi creazione, amministrazione e gestione connessi fondi di investimento e per gli investitori privati e istituzionali, anche ai gestori indipendenti. La banca fornisce, inoltre, servizi di custodia in più di 80 paesi e, tramite Pictet Global Markets, e servizi in tempo reale per le principali classi di attività.
Al 31 dicembre 2024, Pictet Asset Services conta 234 miliardi di CHF di asset in custodia e aveva circa 224 impiegati.

## Premio Pictet
Nel 2008 Pictet ha dato il suo nome al premio internazionale della fotografia per la sostenibilità ambientale. Ad ogni edizione del Prix Pictet, i concorrenti presentano, su proposta degli artisti visivi, una serie di fotografie relative ad un particolare tema, come Earth (2009) o Storm (2024). Il vincitore viene scelto da una giuria indipendente presieduta da Sir David King. Kofi Annan è stato presidente onorario fino alla sua morte nel 2018..
In occasione dell’ottava edizione del Prix Pictet, il palazzo della Gran Guardia di Verona ha finalmente riaperto le porte al pubblico. La mostra “Hope”, gratuita, ha messo in esposizione i 12 fotografi finalisti del premio che hanno, attraverso le loro fotografie, rappresentato l’ottimismo dell’umanità contemporanea, che sta affrontando una crisi ambientale e sociale. Fino al 25 maggio 2021 è stato possibile visitare in tutta sicurezza, il lavoro dei 12 fotografi finalisti che hanno voluto catturare la speranza e incoraggiare l’osservatore a guardare al futuro..